# 자크 네케르

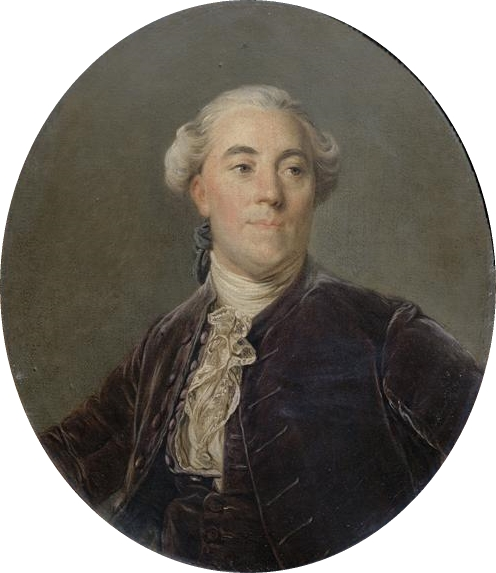
자크 네케르 (생몰 1732년 ~ 1804년)

자크 네케르(프랑스어: Jacques Necker, 1732년 9월 30일 ~ 1804년 4월 9일)는 프랑스의 정치인이다. 스위스 태생의 신교도로서 재무총감에 등용되기까지 제네바 은행의 총재를 지냈다. 루이 16세 통치 하인 1777년 전임자 튀르고의 후임으로 재무총감이 되었는데, 그가 제출한 개혁안은 튀르고의 그것과 유사한 것이어서, 1781년 귀족의 반대로 파면되었다. 1788년 다시 임명되었고 귀족의 요구를 받아들여서 1789년 5월 삼부회를 개최하였다.
1789년 7월, 루이 16세는 갑자기 그를 재무총감 자리에서 물러나게 했다. 귀족들과는 달리 시민들에게는 인기가 있었던 네케르의 경질에 파리 시민들은 심하게 분노하였다. 시민들은 네케르의 경질을 루이 16세가 국민의회에 대한 탄압과 강제해산 시도의 신호탄으로 받아들였다. 결국 국민의회를 보호하기 위해 무장투쟁을 원했던 시민들은 7월 14일 바스티유 습격하면서 프랑스 혁명이 시작되고 말았다.

## 초년 (1732~1776)
네케르는 1732년 스위스의 제네바에서 태어났다. 네케르의 아버지는 브란덴부르크주의 퀴스트린(Küstrin, 현재의 폴란드 코스트신나트오드롱(Kostrzyn nad Odrą)) 출신으로, 국제법에 대한 몇 개의 논문을 출판한 후 제네바 대학교의 법학 교수로 재직하였다. 네케르는 1747년 파리로 이주하여 아버지의 친구가 경영하는 은행의 점원이 되었고, 1762년 제네바 출신 동업자와 함께 은행을 설립하기도 하였다. 은행을 경영하며 대출업과 곡물 투기를 통해서 많은 돈을 모을 수 있었다. 1763년에는 과부가 된 프랑스 공직자의 아내와 사랑에 빠졌으나, 그녀가 제네바를 방문할 때 파리로 데려온 보두아의 목사의 딸인 수잔 퀴르쇼와 만났고 1764년 말 퀴르쇼와 결혼하였다. 이후 이 둘은 슬하에 외동딸을 하나 두게 되고, 그 딸이 바로 후에 작가로 유명해진 안 루이스 제르멘 스탈이다.
수잔은 네케르에게 공직에 오를 것을 부추겼고, 이에 부응하여 그는 프랑스 동인도 회사의 감독관이 되었다. 그는 프랑스 정부에 돈을 빌려주기도 하였으며, 1768년에는 제네바 공화국의 파리 공사가 되었다. 수잔 역시 파리에 화려한 살롱을 열어 당대의 고위 공직자들과 많은 관계를 맺어 네케르의 출세를 도왔다. 1769년에는 앙드레 모렐레로부터의 동인도회사의 자치권에 대한 공격을 방어하는 논문을 썼다. 1773년에는 장바티스트 콜베르를 찬양한 글로 인하여 아카데미 프랑세즈로부터 상을 타기도 하였다. 1775년에는 안 로베르 자크 튀르고의 자유주의 정책을 비판한 책인 Essai sur la législation et le commerce des grains를 출판하였다. 그의 아내는 네케르가 훌륭한 재정 전문가가 될 수 있다고 생각하여 네케르를 설득하여 은행을 그의 동생에게 넘기도록 하였다.

## 재무장관 (1776~1788)

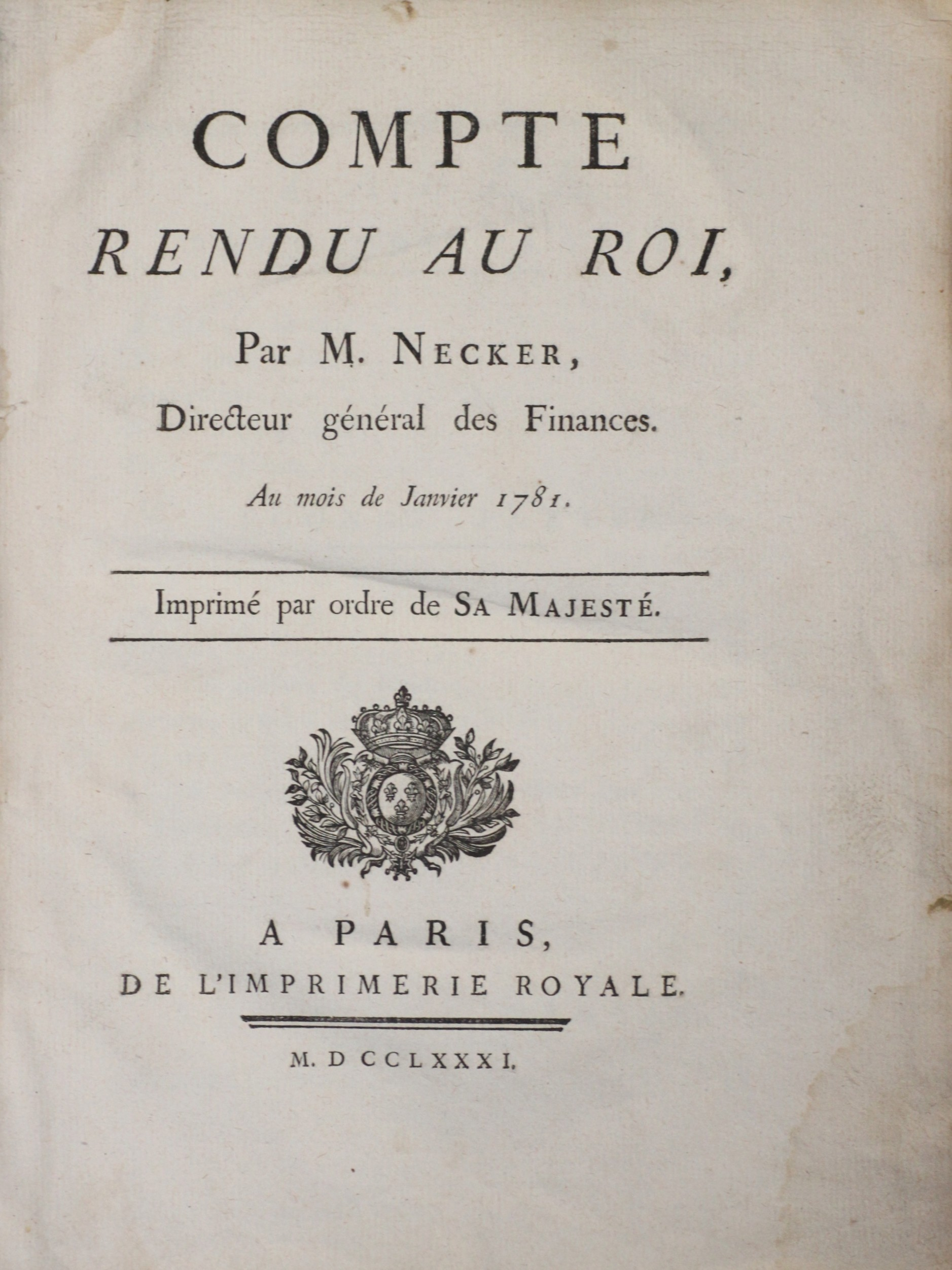
재정보고서 (1781년)

1776년 10월 네케르는 프랑스의 재무장관이 되었다. 그는 타유나 인두세 등을 좀 더 균등하게 배분하여 과세할 것을 추진하여 재정상황을 개선하였고, 안전하게 대출을 해주는 기관인 Mont de Piété를 설립하기도 하였다. 네케르는 프랑스의 국채를 세금을 더 거두지 않고 대출업을 통해서 해결하려고 하였고, 국가가 관리하는 연금을 설립하기도 하였다. 그는 프랑스의 재정 문제를 정치적인 경제학자의 시각에서 해결하기보다는 은행가로의 시각으로 보았는데, 이러한 측면에서는 당대의 위대한 경제학자 중 한 명이었던 튀르고를 따라잡지는 못하였다. 정치적으로 그는 프랑스 혁명을 저지하는 데 큰 역할을 하지 못하였고, 그의 지방 의회의 소집 계획 역시 튀르고의 행정구역 재구성안에 비해서는 구체적이지 못하였다.
1781년 네케르는 '재정보고서'(Compte rendu au roi)를 출판을 통해 대중에게 알렸다. 이 책에서 궁정 구성원들의 연금 내역, 수입과 지출 내역등에 대한 대차대조표를 게재하여 왕실이 실질적인 적자를 숨기고 있다고 주장하였다. 이 소책자는 단기간에 무려 10만 부나 팔렸다. 여론은 들끓었고 왕실은 분노했다. 1781년 5월 19일 마리 앙투아네트의 압력을 받아 사임하였다. 퇴임한 후 네케르는 문학에 관심을 가졌고, 1786년 그의 외동딸이 스웨덴 대사인 에리크 마그누스 스탈 폰 홀슈타인 남작과 결혼하였다.
1784년에 '프랑스 재정관리에 대한 논설'이라는 책을 출판하였는데 예상보다 많은 80,000부가 팔렸다. 당시 재무총감이었던 칼론은 이 책이 파리에서 팔리는것을 막으려고 노력했으나 실패했다.
1787년 국가 부도가 임박하자 그해 2월 22일 재무총감 칼론이 명사회를 개최하여 네케르의 '재정보고서'(Compte rendu au roi) 상에 있는 오류와 그의 정책에 대해 비판하며 여러 의혹을 제기했다. 네케르는 이에 대해 반박하여 재무총감인 칼론을 공격했다. 이일로 인해 1787년 루이 16세는 네케르를 파리에서 추방하였다.

## 프랑스 혁명기 (1788~1804)
네케르의 후임인 칼론과 브리엔이 프랑스의 재정 위기를 해결하지 못했다. 8월 8일 재무총감 브리엔이 삼부회 개최를 루이 16세로부터 재가받은 후 공표했다. 8월 16일, 국고가 바닥나서 국가 지불 정지가 선언되었다. 8월 25일, 약탈과 폭동이 빈발하는 가운데 루이 16세는 브리엔을 해임하고 다음날 네케르를 다시 재무총감에 임명하였다. 네케르는 공채발행을 통해 급한 위기를 수습하였고 재정문제를 해결하기 위해 1788년에 명사회를 소집했으나 별 소득이 없자 12월 12일 해산시켰다. 1789년초가 되자 삼부회 대표를 선출하는 선거가 진행되었다. 선거 분위기가 확산되면서 여러 정치담론이 형성되었다. 제3신분(평민)은 평민대표의 인원은 2배가 되어야 한다는 요구가 있었고, 이 요구는 관철되었다.
1789년 5월 5일, 175년만에 삼부회가 베르사이유 궁전에서 개최되었는데 성직자 290명, 귀족 270명, 평민 585명의 대표가 참석하였다. 삼부회는 초반부터 머릿수 표결과 신분별 표결을 놓고 의견이 충돌하며 난항이 거듭되었다. 신분별 표결방식은 각 신분별 의결후 1표만 행사할 수 있었는데, 특권층인 귀족과 성직자가 기득권 수호를 위해 협력하므로 대부분 2대 1이 되어 제3신분인 평민이 불리했다. 네케르는 합동 심의와 머릿수 투표를 주장했으나 최종적으로 중재에 실패하였다. 이러한 결과에 대해서 일각에서는 네케르가 개혁안을 조직화하지 못한 탓이라고 말하기도 하지만, 다른 일부는 네케르가 중재안을 준비하고 있었지만 삼부회에서 일어난 투쟁 과정에서 이것이 뒷전이 되었기 때문이라고 주장한다.
삼부회는 해결점을 못찾고 첨예한 대립만 오고가며 파행이 장기화되던 끝에 제3신분인 평민대표들은 자신들이 국민의 96%를 대표한다는 주장과 함께 6월 17일에 별도로 '국민의회'를 결성하였다. 아울러 어떠한 세금도 자신들의 동의 없이 징수할 수 없다고 선언했다. 평민대표들의 도발에 분노한 루이 16세는 측근들과 귀족대표들의 의견에 따라 '국민의회'의 해산을 명한후 회의장을 폐쇄해 버렸다.
6월 20일, 평민대표들은 테니스 코트로 이동하여 헌법을 제정할 것과 헌법이 제정될때까지 절대로 '국민의회'를 해산하지 않을 것을 서약했다. 6월 23일, 루이 16세는 평민대표들에게 서약 파기와 신분별 표결방식의 수용을 명했으나 평민대표들은 이를 거부했다. 이런 와중에 몇몇 성직자와 귀족대표들이 국민의회에 합류하였다. 삼부회의 원만한 진행 실패등의 이유로 인하여 네케르는 7월 11일 해임당했다.
네케르의 해임에 파리시민들이 분노하며 폭동을 일으켰고 7월 14일 바스티유 습격을 감행했다. 이로써 본격적인 프랑스 혁명이 시작되었다. 7월 20일 루이 16세는 사태수습을 위해서 네케르를 복직시켰다. 그는 혼자서 프랑스를 구원할 수 있으리라고 믿고 오노레 가브리엘 리케티 미라보나 질베르 뒤 모티에 드 라파예트 등과 협력하는 것을 거절하였다. 그러나 그는 늘어나는 재정 적자를 감당하지 못하였으며, 혁명적인 재정개혁안을 내놓은 미라보 백작이나 샤를 모리스 드 탈레랑 페리고르 등에 가려 힘을 발휘하지 못하였다. 1790년 9월 18일 네케르는 마지막으로 사임하였다. 그 후 그는 1784년에 매입해 두었던 제네바 근처의 코페의 사유지로 이주하였으며, 이 곳에서 문학을 벗 삼아 조용히 지냈다. 아내인 수잔 네케르는 파리의 살롱에 남았고, 1794년에 사망하였다. 네케르는 그의 딸과 조카와 함께 만년을 보냈다. 1804년 코페에서 사망하였다.

## 참고 문헌
- ed. by Cambridge University Press, Encyclopaedia Britannica: a dictionary of arts, sciences, literature and general information, 11th edition, London: Cambridge University Press, 1910~1911.
- ed. by Encyclopaedia Britannica, inc., The New Encyclopaedia britannica, 15th edition, Chicago: Encyclopaedia britannica, 2007.

## 같이 보기
- 프랑스 혁명
- 안 로베르 자크 튀르고